# Keep Yourself Alive
Keep Yourself Alive ist ein Lied der Rockband Queen aus dem Jahr 1973, das von Brian May geschrieben wurde und auf dem Debütalbum Queen erschien. Am 6. Juli 1973 wurde das Lied als erste Queen-Single ausgekoppelt. Auf der B-Seite befand sich der Titel Son and Daughter.

## Entstehungshintergrund
Laut Mark Hodkinson, dem Autor von Queen: The Early Years, wurde Keep Yourself Alive von Queen während der Bandproben mit akustischen Gitarren am Imperial College London und im Garten an der Ferry Road im Jahr 1970 konzipiert. Zu dieser Zeit hatte Queen noch keinen festen Bassisten gefunden. Die Gruppe bestand aus Gitarrist Brian May, Sänger Freddie Mercury und Schlagzeuger Roger Taylor. In einem Radiobericht über ihr Album News of the World aus dem Jahr 1977 sagte May, er habe die Texte als ironische Witze geschrieben, aber der Inhalt hätte Sinn ergeben, als Freddie Mercury die Lieder sang.
Die ursprüngliche Version von Keep Yourself Alive wurde im Sommer 1971 in den De Lane Lea Studios aufgenommen. Die Produktion übernahm Louie Austin. Brian May spielte das Intro auf seiner Hairfred-Akustikgitarre. Alle Elemente des Liedes waren bereits vorhanden, darunter der Call-and-Response-Gesang von Freddie Mercury in der Strophe und das Break, in dem Roger Taylor eine Zeile singt und Mercury darauf antwortet. Diese ursprüngliche Aufnahme des Liedes blieb Brian Mays Favorit.
Die zweite Version des Liedes wurde in den Trident Studios in London aufgenommen. Auf dieser Version singt Brian May die Zeile „two steps nearer to my grave / zwei Schritte näher zu meinem Grab“ anstatt wie bisher Mercury. Diese Version wurde nicht mit einer Akustikgitarre, sondern mit E-Gitarren eingespielt, von denen eine einen besonderen Phasen-Effekt benutzt. Auf dieser Version ist auch eine neue Textzeile enthalten: „Come on and get it, get it, get it boy, keep yourself alive / Kommen Sie und holen Sie es, bekommen Sie es, bekommen Sie es Junge, halten Sie sich am Leben“, die auf der ursprünglichen Version fehlt.
Es existiert noch eine dritte Version des Liedes; das sogenannte Long-Lost Retake wurde 1975 aufgenommen und sollte ursprünglich in den USA als Single veröffentlicht werden. Auf dieser Version hört man den traditionelleren Queen-Sound mit engem, geschichteten Gesang und ausgiebigen Gitarren-Parts. Jedoch wurde in den Vereinigten Staaten eine verkürzte Version der britischen Single ausgekoppelt und das Long-Lost Retake blieb kommerziell unveröffentlicht, bis Hollywood Records 1991 eine erneuerte Version von Queens Debütalbum in den USA herausgab.

## Mitwirkende
- Queen, Roy Thomas Baker, John Anthony: Produktion
- Freddie Mercury: Gesang, Backgroundgesang
- Brian May: Autor, Gitarre, Backgroundgesang
- John Deacon: E-Bass
- Roger Taylor: Schlagzeug, Tamburin, Backgroundgesang

## Live-Aufführungen

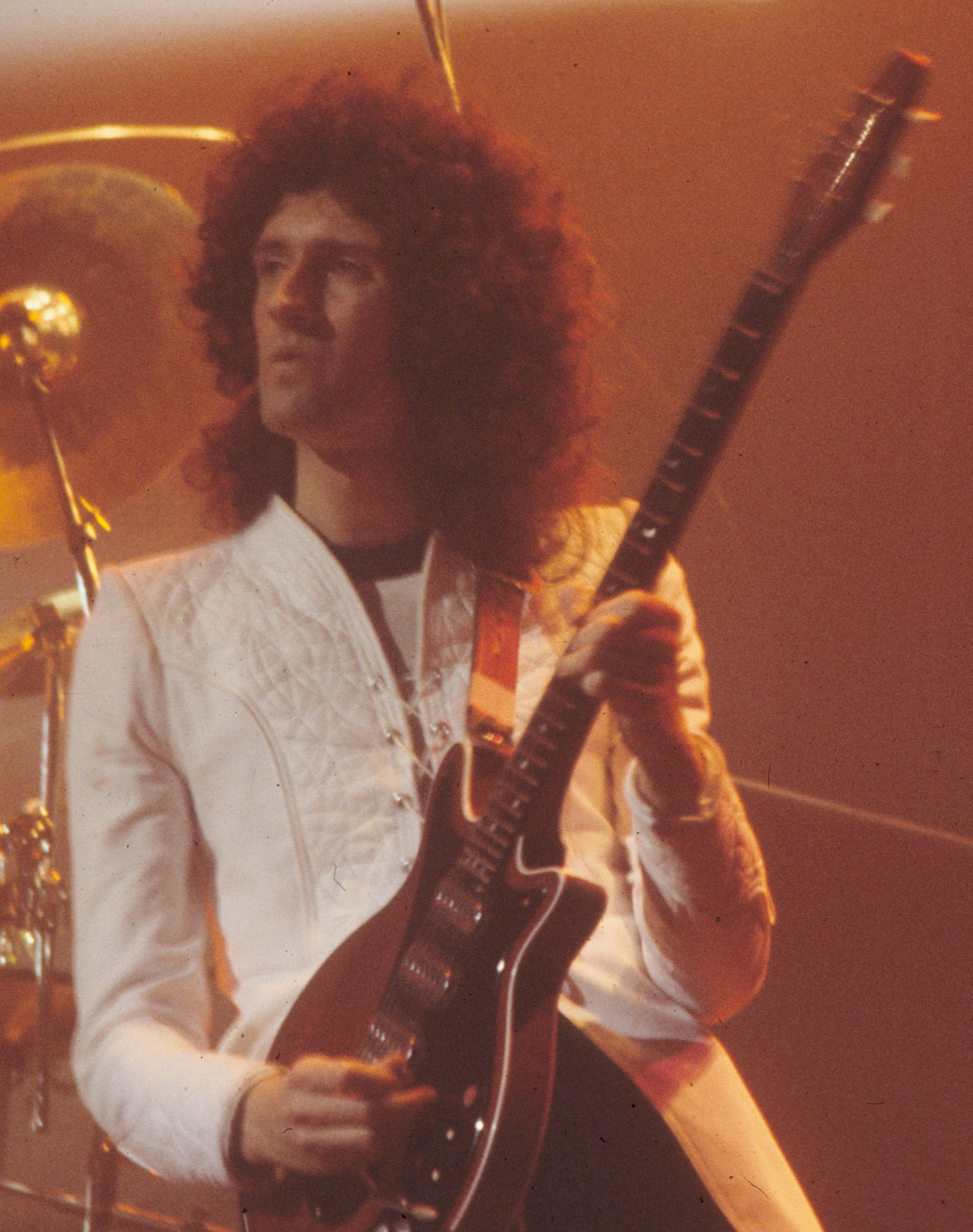
Brian May, Autor von Keep Yourself Alive, Live mit seiner Red-Special-Gitarre im Jahr 1977

Die neu formierte Queen-Band nahm Keep Yourself Alive schnell in ihr Live-Repertoire auf. Mercury sagte: „Das Lied war eine gute Art, den Leuten zu zeigen, wie Queen zu diesen Zeiten war.“ Das Stück enthält ein Schlagzeugsolo Roger Taylors und eine von ihm gesungene Textzeile.
Keep Yourself Alive führte die Band bis in die frühen 1980er häufig auf. Bei den Tourneen 1980 und 1981 spielte die Band zuerst einen improvisierten Jam, bevor sie nach dem Schlagzeugsolo anfingen, Keep Yourself Alive zu spielen. Oftmals folgte nach Taylors Schlagzeugsolo ein Gitarrensolo von May.
Bei Live-Aufführungen sang Mercury öfter die Zeile: „all you people keep yourself alive“ (die in der Studio-Version nur zweimal gesungen wird), statt der Zeile: „it’ll take you all your time and a money honey you’ll survive“ (die in der Studio-Version öfter vorkommt).

## Veröffentlichung und Rezeption
EMI veröffentlichte Keep Yourself Alive am 6. Juli 1973 als Single im Vereinigten Königreich, eine Woche bevor Queen in die Läden kam. Einige Monate später am 9. Oktober 1973 veröffentlichte Elektra Records das Lied in den Vereinigten Staaten als Single. Jedoch wurde Keep Yourself Alive von Radiostationen nur selten gespielt und wurde auf beiden Seiten des Atlantiks größtenteils ignoriert; es schaffte nicht den Einzug in die britischen oder amerikanischen Charts. Keep Yourself Alive ist die einzige Queen-Single, der der Einzug in die britischen Charts verwehrt blieb.
Die britische Musikpresse nahm das Lied mit gemischten Meinungen auf. Der New Musical Express lobte die „klare Aufnahme“ des Liedes, so wie den „guten Sänger“. In der Ausgabe vom 21. Juli 1973 lobte der Melody Maker das Lied für sein „Gitarrenintro“ und die „Gesangsattacke“, jedoch sei das Lied deren Meinung nach „zu unoriginell“. Die South Yorkshire Times lobte das Lied: „Wenn dieser Debüt-Sound von Queen typisch für sie ist, wird es interessant sein, ihre zukünftigen Sachen zu hören.“
Im Jahr 2008 nahm das Magazin Rolling Stone das Lied auf Platz 31 in die „The 100 Greatest Guitar Songs of All Time“ auf.

## Auszeichnungen für Musikverkäufe
| Land/Region     | Auszeichnungen für Musikverkäufe (Land/Region, Auszeichnung, Verkäufe) | Verkäufe |
| --------------- | ---------------------------------------------------------------------- | -------- |
| Brasilien (PMB) | Gold                                                                   | 30.000   |
| Insgesamt       | 1× Gold ·                                                              | 30.000   |

Hauptartikel: Queen (Band)/Auszeichnungen für Musikverkäufe